# 小行星6707
小行星6707（英語：6707 Shigeru）是一颗围绕太阳公转的小行星。1988年11月13日，箭内政之、渡邊和郎在北见发现了此天体。
这颗小行星的绝对星等为150.74609等。